# Simhopp vid olympiska sommarspelen 1928
De olympiska tävlingarna i simhopp 1928 avgjordes den 6 - 11 augusti i Amsterdam. 61 deltagare från 17 länder tävlade i fyra grenar.

## Medaljörer
| Gren                            | Guld                            | Silver                 | Brons                  |
| Damernas svikt Detaljer...      | Helen Meany (USA)               | Dorothy Poynton (USA)  | Georgia Coleman (USA)  |
| Damernas höga hopp Detaljer...  | Elizabeth Becker-Pinkston (USA) | Georgia Coleman (USA)  | Lala Sjöquist (SWE)    |
| Herrarnas svikt Detaljer...     | Pete Desjardins (USA)           | Michael Galitzen (USA) | Farid Simaika (EGY)    |
| Herrarnas höga hopp Detaljer... | Pete Desjardins (USA)           | Farid Simaika (EGY)    | Michael Galitzen (USA) |

## Medaljtabell
| Pl.    | Nation  | Guld | Silver | Brons | Totalt |
| ------ | ------- | ---- | ------ | ----- | ------ |
| 1      | USA     | 4    | 3      | 2     | 9      |
| 2      | Egypten | 0    | 1      | 1     | 2      |
| 3      | Sverige | 0    | 0      | 1     | 1      |
|        |         |      |        |       |        |
| Totalt | Totalt  | 4    | 4      | 4     | 12     |